# 台中市公車180路
台中市公車180路目前行駛自巨業沙鹿站到彰化站，此路線沿沙田路經大度橋，走台一線到彰化。

## 歷史
- 2012年8月28日：裁撤「彰化女中」站。[1]
- 2012年12月15日：增停「沙田天仁街口」、「大肚區公所」站。
- 2013年1月16日：移撥為台中市公車180路，原為公路客運6360。[2]
- 2018年1月1日：班次減班。[3]
- 2019年4月1日：「沙鹿火車站」、「龍井火車站」、「大肚火車站」分別更名為「沙鹿車站」、「龍井車站」、「大肚車站（沙田路）」。
- 2019年10月25日：調整部分班次發車時刻。
- 2020年9月18日：微調部分班次發車時刻。[4]

## 路線基本資料
全程行車里數約23公里，全程約45分鐘。來回各55站。
自巨業沙鹿站起，沿中山路、沙田路、中山路、中正路到彰化站。

### 時刻表
- 時刻表僅供參考，請以巨業交通網站公告為準。時刻表更新日期為2025年3月26日。

| 台中市公車180路平/假日時刻列表 | 台中市公車180路平/假日時刻列表 | 台中市公車180路平/假日時刻列表 | 台中市公車180路平/假日時刻列表 |
| ------------------------------ | ------------------------------ | ------------------------------ | ------------------------------ |
| 巨業沙鹿站開時刻               | 巨業沙鹿站開備註               | 彰化站開時刻                   | 彰化站開備註                   |
| 07:40                          | -                              | 06:30                          | -                              |
| 15:00                          | -                              | 08:50                          | -                              |
| 17:30                          | -                              | 16:10                          | -                              |
| 20:10                          | -                              | 19:00                          | -                              |

### 收費
依里程計費；刷電子票證十公里免費

### 停站
參見右側站牌路線圖。